# Koning Fahd-moskee (Marbella)
De Koning Fahd-moskee is een particuliere moskee in de stad Marbella, in het zuiden van Spanje. Het ligt op een halve kilometer afstand van de Koning Abdulaziz Moskee en naast het Koning Fahd-paleis, in de urbanisatie Las Lomas del Marbella Club. Het werd ontworpen door de architect Francisco Rambla Bardier en gebouwd in 1985 voor exclusief gebruik door de Saoedische koninklijke familie.

## Beschrijving
Het gebouw bestaat uit een grote kubus van 559 vierkante meter en een toren van 14,60 meter hoog. In het midden van het gebouw bevindt zich de gebedsruimte, waaromheen verschillende units zijn opgesteld. De buitenversiering is schaars en wordt teruggebracht tot een crèmekleurige marmeren bekleding, de puntige en wijd uitlopende hoefijzerbogen van de openingen en de kantelen die het bovenste deel van de moskee afmaken.

## Architectuur
Over het algemeen handhaaft de moskee het schema van de Ottomaanse typologie en deelt het stilistische middelen met de belangrijkste moskee van Marbella, en daarom is het opgenomen in de islamitische neoclassicistische stijl.